# Dendrolagus noibano
Dendrolagus noibano — вид родини Кенгурових. голотипом є ліва нижньощелепна кістка з кількома зубами й належала більшій тварині ніж тепер існуючі Dendrolagus. Голотип знайдено в Nombe Rockshelter, провінція Сімбу, Папуа Нова Гвінея. Вид названо на честь тодішнього власника Nombe Rockshelter. Тім Фланері з пір описання виду мав довгий час для роздумів і тепер він схиляється до думки, що Dendrolagus noibano є більшою (на 13%) формою Dendrolagus dorianus.